# Ulises Aurelio Casiano Vargas
Ulises Aurelio Casiano Vargas (* 25. September 1933 in Lajas; † 5. August 2018 in San German, Puerto Rico) war Bischof von Mayagüez.

## Leben
Ulises Aurelio Casiano Vargas studierte zunächst Bildungs- und Sozialwissenschaften an der Universidad Católica Santa María Reina de Ponce und ab 1955 Philosophie am Colegio Ponceño de Varones der Marianisten sowie Theologie ab 1961 am Diözesepriesterseminar von Ponce. Am Seminar "Unserer Lieben Frau von den Engeln", das mit der Niagara University in Albany, New York, zusammenarbeitete, beendete er sein theologischen Studium. Am 30. Mai 1967 empfing er die Priesterweihe durch Juan Fremiot Torres Oliver. Er war in der Seelsorge tätig und studierte dann an der Katholischen Universität von Amerika, wo er im Fach Kanonisches Recht das Lizenziat erwarb. Er hatte verschiedene Ämter in der Diözesankurie inne, wie Kanzler, Bischofsvikar für die Seelsorge und Vizepräsident des Kirchengerichts, sowie als Mitglied der Pastoralkommission der Puerto-Ricanischen Bischofskonferenz. 1970 wurde er zum Päpstlichen Ehrenkaplan ernannt. 
Papst Paul VI. ernannte ihn am 4. März 1976 zum ersten Bischof des drei Tage zuvor errichteten Bistums Mayagüez. Die Bischofsweihe spendete ihm der Erzbischof von San Juan de Puerto Rico, Luis Kardinal Aponte Martínez, am 30. April desselben Jahres; Mitkonsekratoren waren Juan Fremiot Torres Oliver, Bischof von Ponce, und Miguel Rodriguez Rodriguez CSsR, Bischof von Arecibo. 
Casiano war von 1998 bis 2000 Präsident der Bischofskonferenz von Puerto Rico (CEP) und war Präsident mehrerer Ausschüsse der CEP.
Am 6. Juli 2011 nahm Papst Benedikt XVI. seinen altersbedingten Rücktritt an.